# سه برادر (فیلم ۱۹۸۱)
سه برادر (ایتالیایی: Tre fratelli) فیلمی به کارگردانی فرانچسکو روزی است که در سال ۱۹۸۱ منتشر شد. از بازیگران آن می‌توان به فیلیپ نوآره، میکله پلاچیدو و چارلز وانل اشاره کرد.

## خلاصه داستان
زنی سالخورده در مزرعه‌ای در جنوب ایتالیا از دنیا می‌رود. همسر او سه فرزندش را از شهرهای مختلف دعوت می‌کند. همه آنها با گذشته خود روبرو شده و آینده خود را تصور می‌کنند…

## جوایز
این فیلم کاندیدای ۱ اسکار (کاندیدای اسکار بهترین فیلم غیر انگلیسی زبان) در سال ۱۹۸۲ شد.